# Špičák (Manětínská kotlina)
Špičák je kopec sopečného původu v Rakovnické pahorkatině v okrese Plzeň-sever. Nachází se jeden kilometr jihozápadně od vesnice Mezí. Vrchol dosahuje výšky 597,2 m n. m. Asi půl kilometru na jihovýchod od Špičáku se zdvihá vyšší vrch Kozelka se stejnojmennou přírodní rezervací.

## Historie
V pravěku se na vrcholu nacházelo eneolitické výšinné sídliště.

## Geologie a geomorfologie
Špičák je významným bodem geomorfologického okrsku Manětínská kotlina, který je součástí podcelku Manětínská vrchovina v Rakovnické pahorkatině. Z geologického hlediska se jedná o čedičový kužel s lomem v jihovýchodním svahu, ve kterém lze pozorovat sloupovitou odlučnost horniny.

## Přístup
Na vrchol nevede žádná turisticky značená trasa, ale na jižním okraji Mezí ze silnice odbočuje polní cesta, která končí necelých 200 metrů východně od vrcholu.